# Janel McCarville

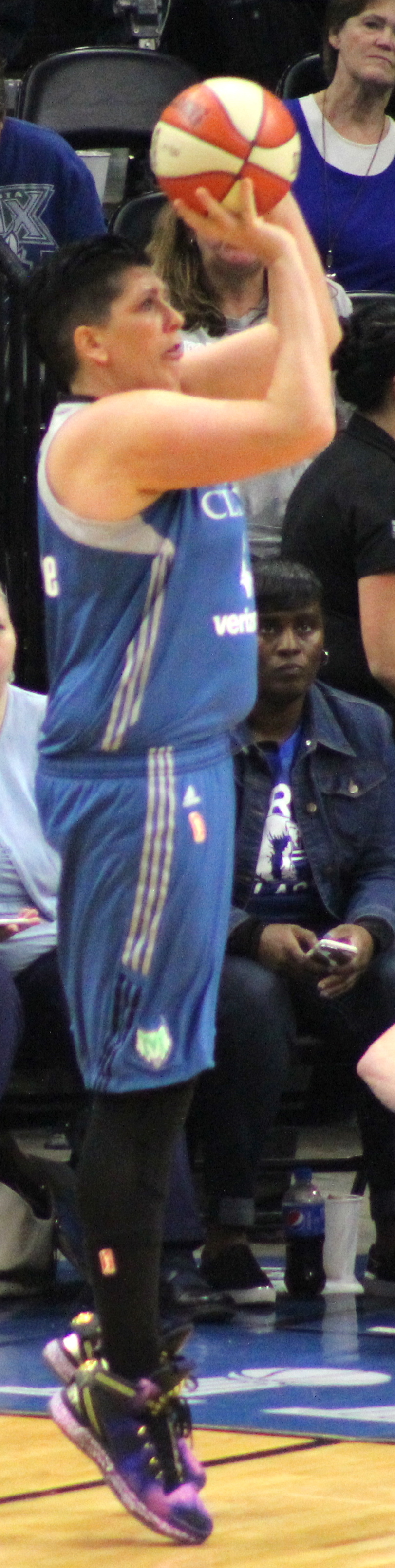
McCarville oddająca rzut podczas finałów WNBA 2016

Janel McCarville (ur. 3 listopada 1982 w Stevens Point) – amerykańska koszykarka występująca na pozycjach silnej skrzydłowej oraz środkowej, obecnie zawodniczka Alvik Basket.

## Osiągnięcia
Stan na 2 stycznia 2017, na podstawie, o ile nie zaznaczono inaczej.
NCAA
- Uczestniczka rozgrywek:
  - NCAA Final Four (2004)
  - Sweet 16 turnieju NCAA (2003, 2004, 2005)
  - turnieju NCAA (2002–2005)
- Zaliczona do:
  - składu All-American Honorable Mention (2004 przez Associated Press)
  - I składu:
    - Big Ten (2005, 2004, 2003)
    - NCAA Final Four (2004)
    - turnieju Big Ten (2004)

WNBA
- Mistrzyni WNBA (2013)
- Wicemistrzyni WNBA (2016)
- Zawodniczka, który poczyniła największy postęp (2007)
- Liderka WNBA w skuteczności rzutów z gry (2007)

Drużynowe
- Mistrzyni:
  - Euroligi (2010)
  - Superpucharu Europy (2010)
  - Włoch (2011)[3]
  - Słowacji (2007, 2008)[4]
- Wicemistrzyni:
  - Polski (2014)[5]
  - Włoch (2012)[6]
  - Rosji (2010)
- Brąz:
  - Eurocup (2016)
  - mistrzostw Rosji (2009)
- Zdobywczyni:
  - pucharu:
    - Włoch (2011)[3]
    - Słowacji (2008)[4]

  - Superpucharu Włoch (2011)[6]
- Finalistka:
  - Superpucharu Włoch (2010)[3]
  - Pucharu Polski (2014)[5]
  - pucharu Włoch (2012)[6]
- Uczestniczka ligi światowej (2007)

Indywidualne
- Najlepsza zagraniczna zawodniczka ligi włoskiej (2011 według eurobasket.com)[3]
- Uczestniczka meczu gwiazd Euroligi (2008)
- Powołana do udziału w meczu gwiazd – Polska vs Gwiazdy BLK (2014)[7]
- Zaliczona przez eurobasket.com do:
  - I składu:
    - ligi włoskiej (2011)[3]
    - zawodniczek zagranicznych:
      - ligi włoskiej (2011)[3]
      - PLKK (2014)[5]

    - defensywnego ligi włoskiej (2011)[3]
    - pucharu Słowacji (2008)[4]

  - II składu PLKK (2014)[5]
- Liderka Eurocup w przechwytach (2007, 2008)

Reprezentacja
- Wicemistrzyni igrzysk panamerykańskich (2003)